# Championnat du Sénégal de football 1984
Navigation
Saison 1981 Saison 1988-1989
La saison 1984 du Championnat du Sénégal de football est la vingt-et-unième édition de la première division au Sénégal. Les quatorze meilleures équipes du pays sont regroupées au sein d'une poule unique où elles s'affrontent deux fois, à domicile et à l'extérieur. Le système de promotion-relégation n'est pas précisé.
C'est le club de l'US Gorée qui remporte le championnat cette saison après avoir terminé en tête du classement, avec trois points d'avance sur Casa Sports et six sur le tenant du titre, SEIB Diourbel. C'est le 3e titre de champion du Sénégal de l'histoire du club.
Le vainqueur du championnat se qualifie pour la Coupe des clubs champions africains tandis que le vainqueur de la Coupe de Sénégal obtient son billet pour la Coupe des Coupes. Enfin, le deuxième du championnat se qualifie pour la prochaine édition de la Coupe de l'UFOA, une compétition régionale réservée aux clubs de l'Afrique de l'Ouest.

## Les clubs participants
| - US Gorée - SEIB Diourbel - ASC Niayès-Pikine - AS Police - AS Douanes - Promu de Division 2 - ASC Jeanne d'Arc - Casa Sports | - ASC Fatigue - Promu de Division 2 - ASC Diaraf - Stade de Mbour - ASFA Dakar - ASC Linguère - ASC Mbosse Kaolack - ASC Cassiop |

## Compétition
Le barème de points servant à établir les classements se décompose ainsi :
- Victoire : 2 points
- Match nul : 1 point
- Défaite : 0 point

### Classement
| Rang | Équipe             | Pts | J  | G  | N | P | Bp | Bc | Diff |
| ---- | ------------------ | --- | -- | -- | - | - | -- | -- | ---- |
| 1    | US Gorée           | 39  | 26 | 17 | 5 | 4 |    |    |      |
| 2    | Casa Sports        | 36  | 26 |    |   |   |    |    |      |
| 3    | SEIB DiourbelT     | 33  | 26 |    |   |   |    |    |      |
| 4    | ASC Jeanne d'ArcC  | 30  | 26 |    |   |   |    |    |      |
| 5    | ASC Diaraf         | 28  | 26 |    |   |   |    |    |      |
| 6    | ASC Cassiop        | 27  | 26 |    |   |   |    |    |      |
| 7    | ASC FatigueP       | 25  | 26 |    |   |   |    |    |      |
| 8    | Stade de Mbour     | 23  | 26 |    |   |   |    |    |      |
| 9    | ASFA Dakar         | 22  | 26 |    |   |   |    |    |      |
| 10   | ASC Linguère       | 22  | 26 |    |   |   |    |    |      |
| 11   | AS Police          | 21  | 26 |    |   |   |    |    |      |
| 12   | AS DouanesP        | 21  | 26 |    |   |   |    |    |      |
| 13   | ASC Mbosse Kaolack |     | 26 |    |   |   |    |    |      |
| 14   | ASC Niayès-Pikine  |     | 26 |    |   |   |    |    |      |

|  | Qualification pour la Coupe des clubs champions africains 1985                   |
|  | Qualification pour la Coupe des Coupes 1985                                      |
|  | Qualification pour la Coupe de l'UFOA 1985                                       |
|  | Relégation directe en Division 2                                                 |
|  | T : Tenant du titre C : Vainqueur de la Coupe du Sénégal P : Promu de Division 2 |

- Seul le total de points est connu, sauf pour les deux derniers du classement.

## Bilan de la saison
| Championnat du Sénégal de football 1984  |                     |
| Champion                                 | US Gorée (2e titre) |
| Coupes et trophées                       |                     |
| Vainqueur de la Coupe du Sénégal 1984    | ASC Jeanne d'Arc    |
| Qualifications continentales             |                     |
| Coupe des clubs champions africains 1985 | US Gorée            |
| Coupe des Coupes 1985                    | ASC Jeanne d'Arc    |
| Coupe de l'UFOA 1985                     | Casa Sports         |
| Promotions et relégations                |                     |
| Promus en Division 1                     | Inconnus            |
| Relégués en Division 2                   | ASC Mbosse Kaolack  |
| Relégués en Division 2                   | ASC Niayes-Pikine   |